# Вейка
Вейка — река в России, протекает в Починковском районе Нижегородской области. Устье реки находится в 15 км по левому берегу реки Иресть. Длина реки составляет 22 км, площадь водосборного бассейна 117 км². В 9 км от устья принимает справа ручей Мокрая Вейка, до его впадения называется также Сухая Вейка.
Исток реки юго-западнее посёлка Коммунар близ границы с Мордовией. Река течёт на северо-восток, протекает посёлок Коммунар, село Новониколаевка и деревни Алексеевка и Новотроицкое (все — Коммунарский сельсовет). Впадает в Иресть чуть ниже села Азрапино.

## Данные водного реестра
По данным государственного водного реестра России, относится к Верхневолжскому бассейновому округу, водохозяйственный участок реки — Алатырь от истока и до устья, речной подбассейн реки — Сура. Речной бассейн реки — Верхняя Волга до Куйбышевского водохранилища (без бассейна Оки).
Код объекта в государственном водном реестре — 08010500212110000037966.